# Гжегожовиці (Свентокшиське воєводство)
Гжегожовиці (пол. Grzegorzowice) — село в Польщі, у гміні Васнюв Островецького повіту Свентокшиського воєводства.
Населення — 425 осіб (2011).
У 1975—1998 роках село належало до Келецького воєводства.

## Демографія
Демографічна структура на день 31 березня 2011 року:
|          | Загалом | Допрацездатний вік | Працездатний вік | Постпрацездатний вік |
| -------- | ------- | ------------------ | ---------------- | -------------------- |
| Чоловіки | 218     | 54                 | 143              | 21                   |
| Жінки    | 207     | 39                 | 118              | 50                   |
| Разом    | 425     | 93                 | 261              | 71                   |